# Ammodendron
Genre
Classification APG III (2009)
Ammodendron est un genre de plantes à fleurs de la famille des Fabaceae (Légumineuses), sous-famille des Faboideae, qui comprend cinq espèces acceptées. Ce sont des arbustes originaires de l'Asie centrale (du Kazakhstan, jusqu'à l'Iran et au nord-ouest de la Chine).

## Description
Ce sont des arbustes, pubescents, blanc argenté, aux feuilles composées paripennées, prolongées en épine à l'apex du rachis.

## Étymologie
Le nom générique, Ammodendron, est dérivé de deux racines du grec :  άμμος (ammos), « sable » et δένδρον (dendron), « arbre ».

## Noms vernaculaires
Ce genre est appelé en russe, песчаная акация (pestchanaïa akatsia), et en anglais, sand acacias, ce qui signifie dans les deux langues « acacias des sables ».

## Liste d'espèces
Selon The Plant List (29 avril 2019) :

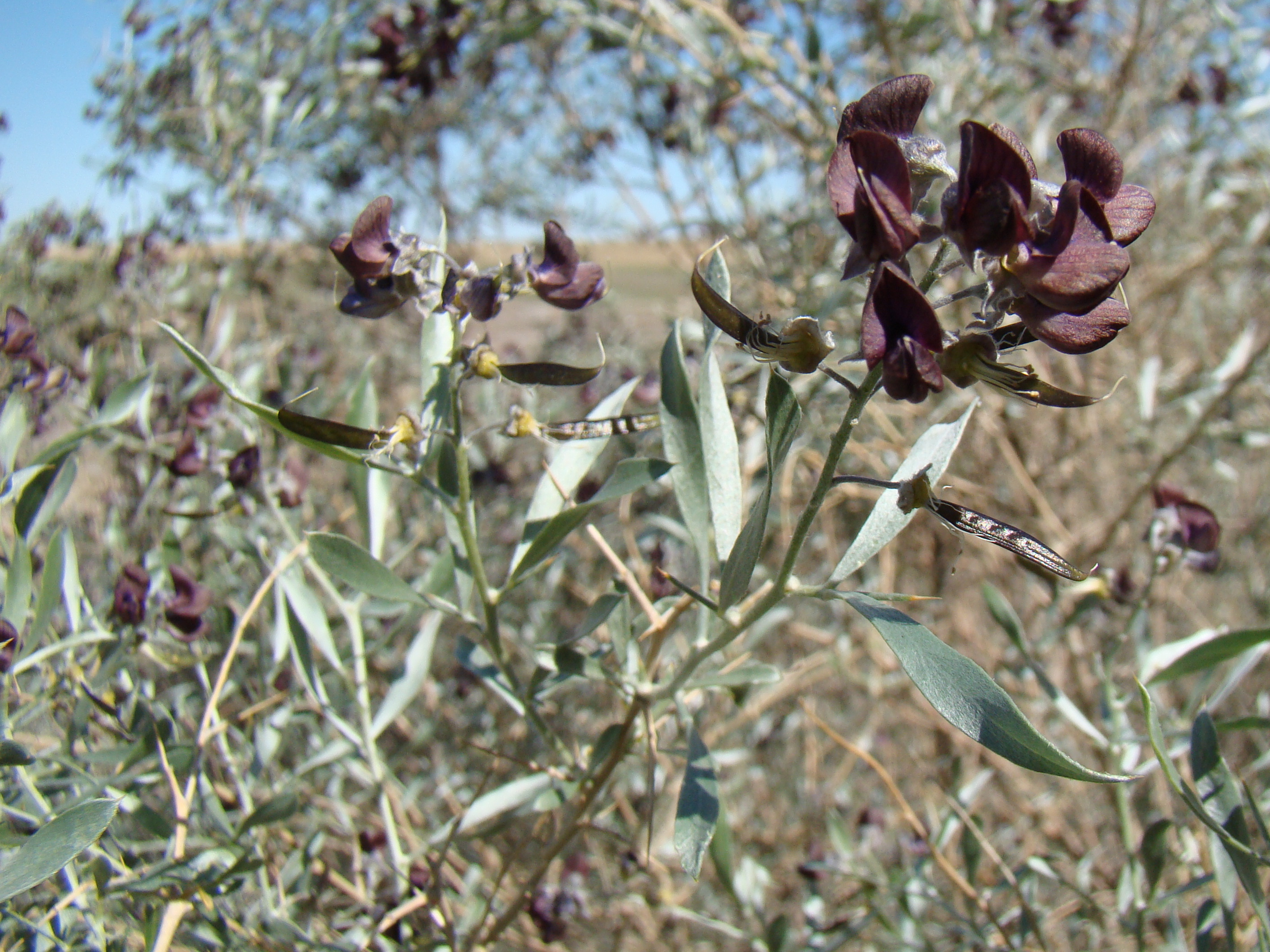
Fleurs d'acacia des sables en avril, près de Baïkonour.

- Ammodendron bifolium (Pall.)  Yakovlev
- Ammodendron conollyi Boiss.
- Ammodendron eichwaldii Lebed.
- Ammodendron karelinii Fisch. & C.A.Mey.
- Ammodendron maxima (Fernald) A. Heller